# Barak-Chan-Medresse
Die Medresse Barak Chan (usbekisch Baroqxon madrasasi) in Taschkent wurde im 15. und 16. Jahrhundert aus Gebäuden zusammengestellt, die zu verschiedenen Zeiten gebaut wurden. Zuerst wurde das Mausoleum errichtet, das heute im östlichen Teil des Komplexes steht. Der zweite Teil ist das Hanaka Mausoleum mit zwei Kuppeln. Es wurde 1530 für den Herrscher von Taschkent Sujundsch Han Scheibani erbaut. Mitte des 16. Jahrhunderts wurde der Komplex in die heutige Medresse umgebaut. Damals trug das Bauwerk den Namen des Herrschers Navrus Achmed mit dem Beinamen Barak Chan. Die künstlerische Gestaltung des Portals ist für Taschkent nicht charakteristisch. Der Bogen gleicht einer Colab-Cory-Nische. Tympanon und Stützen sind mit geschnitzten Ziegeln und verschiedenen Mosaiken geschmückt. Der Meister, der Colab-Cory in den Jahren 1955 bis 1963 restauriert hat, hieß Usta Schirin Muradov.